# منتخب المكسيك لسباعيات الرغبي
منتخب المكسيك لسباعيات الرغبي (بالإسبانية: Selección de rugby 7 de México)‏ هو ممثل المكسيك الرسمي في المنافسات الدولية في سباعيات الرغبي
.